# جريج جرودين
جريج جرودين (1960 - 14 نوفمبر 2020)، هو صحفي رياضي أسترالي ومؤلف وكاتب سيرة ذاتية.